# Мец, Адольф Григорьевич
Адольф (Абрам) Григорьевич Мец (1888, Дубоссары, Тираспольский уезд, Херсонская губерния — 16 ноября 1943, Рига) — российский и латвийский скрипач и музыкальный педагог. Профессор Латвийской консерватории.

## Биография
Учился в Санкт-Петербургской консерватории по классу Леопольда Ауэра, затем в Бельгии у Эжена Изаи. В сентябре 1902 года был принят преподавателем игры на скрипке  в Ростовское Императорское музыкальное училище. Широко гастролировал как солист в России и странах Западной Европы. В 1912—1914 годах работал скрипачом в Бременском филармоническом обществе. В 1914—1922 годах преподавал в музыкальной школе при Московском филармоническом обществе.
С 1922 года — профессор Латвийской консерватории в Риге, где основал и возглавил отделение струнных инструментов. Преподавал на рижских Русских университетских курсах (с 1930 года Русский институт университетских знаний). Выступал также как солист и ансамблист, 20 апреля 1931 года принял участие в премьере фортепианного трио Яниса Медыньша (с Павлом Шубертом и Альфредом Озолиньшем).
Во время немецкой оккупации в 1941 году был с семьёй заключён в Рижское гетто; осенью того же года в Румбуле была расстреляна его жена. А. Мец был переведён на принудительные работы на фабрике «Лента» в концентрационном лагере Кайзервальд, где с закрытием фабрики 16 ноября 1943 года расстрелян вместе со всеми узниками лагеря.

## Известные ученики
Среди учеников — скрипачи Сара Рашина (1920—1941), Израиль Абрамис (1908—2000), Альбинас Циплияускас (1910—1983) , Джордж Лэйпенсон (англ. George H. Lapenson, Канада), Фрида Ландсберг. Александр Крейн посвятил Адольфу Мецу «Еврейский каприс» (Caprice hébraïque, Op.24, 1917) для скрипки в сопровождении фортепиано; А. Мец был первым исполнителем этого произведения.

## Семья
- Жена — Мария Давидовна Мец (урождённая Тамаркина; 1883, Ростов-на-Дону — 1941, Рига), оперная певица[19][20][21].
  - Сын — Григорий (Георгий, 1909, Москва — ?).